# Krsto Papić
Krsto Papić (Vučji Do, 7 dicembre 1933 – Zagabria, 7 febbraio 2013) è stato uno sceneggiatore e regista croato.

## Biografia
Papić nacque a Vuči Do, vicino Nikšić, oggi in Montenegro. Le sue prime produzioni cinematografiche fecero parte del Nuovo Cinema croato e iugoslavo e spesso considerate come espressione croata del movimento artistico Onda nera, che attecchì principalmente in Serbia. 
Nei primi anni settanta Papić aderì anche al movimento politico Primavera croata. Egli fu membro del circolo cinefilo a Zagabria influenzato dalla New Wave francese, chiamato "Hitchcockiani", a cui partecipavano i registi e critici Ante Peterlić, Zoran Tadić, Branko Ivanda, Petar Krelja e intorno ai critici Vladimir Vuković e Hrvoje Lisinski. 
Papić fu premiato con il Croatia's highest Vladimir Nazor Award nel 2006, and con il Grand Prix Special des Amériques al Montreal Film Festival nel 2004.

## Filmografia parziale
- Čekati, episodio del film Ključ (1965)
- Iluzija (1967)
- Lisice (1969)
- La rappresentazione di Amleto alla cooperativa agricola  (Predstava Hamleta u selu Mrduša Donja) (1973)
- Izbavitelj (1976)
- Il segreto di Nikola Tesla (Tajna Nikole Tesle) (1980)
- Život sa stricem (1990) [1]
- Priča iz Hrvatske (1991)
- Kad mrtvi zapjevaju (1999)
- Infekcija (2003)[2]
- Cvjetni trg (2012)